# 威廉·克莱顿

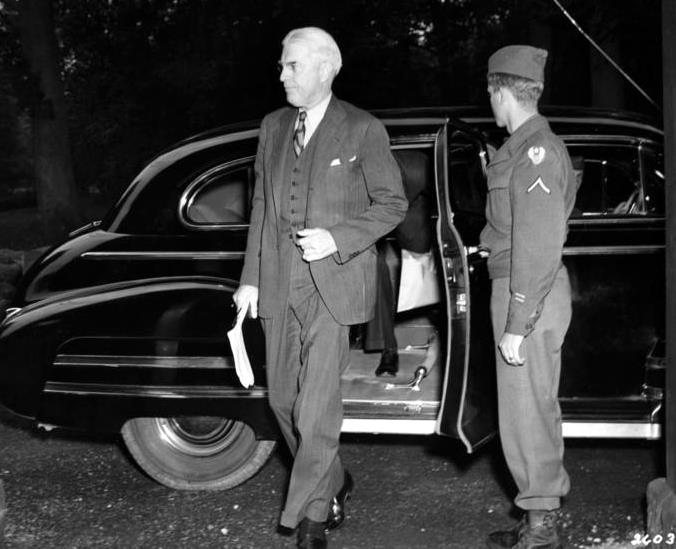
威廉·克莱顿

威廉·洛克哈特·克莱顿（英語：William Lockhart Clayton，1880年2月7日—1966年2月8日），美国著名商界领袖、政府官员。

## 生平
克莱顿出生于密西西比州，成长于田纳西州。他13岁即辍学，成为圣路易斯一名棉花商人的助手。1896年，克莱顿在纽约的美国棉花公司找到一份工作，1904年即升任该公司助理经理，同年他辞职，与两名合作伙伴在俄克拉何马城开办了自己的棉花贸易公司。1916年，该公司迁至休斯敦，成为当时世界上规模最大的棉花贸易公司。
一战结束后，克莱顿进入政府的棉花分配委员会服务。虽然他是忠诚的民主党支持者，但是一开始却并不支持富兰克林·罗斯福的新政，不过新政的良好效果使其于1936年改变看法，成为罗斯福的支持者。
1940年，克莱顿进入Reconstruction Finance Corporation服务，后又转去进出口银行。在此期间，他限制向纳粹德国出口战略物资。1944年1月，由于同副总统亨利·华莱士产生矛盾，克莱顿辞去了政府职务，但不久即重返政府。
1944年底，克莱顿出任负责经济事务的助理国务卿，任内他大力推行自由贸易，他是哈里·杜鲁门总统参加波茨坦会议时的经济顾问，也负责向亨利·史汀生和杜鲁门就原子弹引起的问题提供对策。克莱顿强烈支持对欧洲提供经济援助，他是1947年马歇尔计划的主要推动者之一。
1948年，克莱顿退出公众服务。